# تفريات (تدرين آيت عبد السلام)
تفريات هو دُوَّار يقع بجماعة آيت فاسكا، إقليم الحوز، جهة مراكش آسفي في المملكة المغربية. ينتمي الدوّار لمشيخة تدرين آيت عبد السلام التي تضم 15 دوار. يقدر عدد سكانه بـ 395 نسمة حسب الإحصاء الرسمي للسكان والسكنى لسنة 2004.

## روابط خارجية
- البوابة الوطنية للجماعات الترابية نسخة محفوظة 12 مارس 2018 على موقع واي باك مشين.
- المندوبية السامية للتخطيط